# Тиберин
Тиберин (на латински: Tiberinus, Tiberinus pater) е в римската митология речният бог на река Тибър.
Той спасява Рея Силвия и децата ѝ Ромул и Рем. После се жени за нея.
Култът на Тиберин е въведен от Ромул.